# Jesús Torbado
Jesús Torbado Carro  (León, 4 de enero de 1943-Madrid, 22 de agosto de 2018) fue un escritor y periodista español.

## Biografía
Jesús Torbado nació en León y pasó gran parte de su infancia en San Pedro de las Dueñas, en la comarca leonesa de Tierra de Campos,  donde fue destinado su padre como maestro de escuela.  A los once años comenzó sus estudios con los frailes dominicos, primero en  el internado de Corias (Asturias) y después en la Virgen del Camino (León), pero no llegó a profesar y abandonó el monasterio. Entonces se marcha a Madrid, donde cursa tres años de periodismo y comienza a publicar algunos artículos y reportajes. Sin terminar la carrera, emprende un viaje a París en busca de otra vida, donde entra en contacto con una juventud europea desclasada que está configurando un nuevo movimiento social sin precedentes. Allí comienza la redacción de su novela Las corrupciones, que presenta al premio Alfaguara en su primera edición de 1965 y gana con tan solo veintidós años. A partir de entonces se sucede una densa carrera como escritor que comprende la escritura de novelas y cuentos, libros de viajes, reportajes, crónicas, artículos periodísticos, así como guiones de cine y televisión.
A partir de su primera experiencia en París, los viajes serán para el escritor una proyección vital constante que vertebrará sus novelas y que trasladará a su trabajo como periodista. En los primeros años, estos viajes se vinculan con el conocimiento y defensa de los valores de la juventud europea y los movimientos a que dio lugar: provos, beatniks, mods, hippies. En el verano de 1967 emprendió un viaje de dos meses en autostop por toda Europa que dio lugar a una serie de crónicas en la prensa española sobre la juventud rebelde, y después a la redacción de un libro de viajes, La Europa de los jóvenes, seguido más tarde del ensayo Jóvenes a la intemperie. Uno de sus trabajos que más repercusión tuvo fue la serie de reportajes que publicó sobre los hippies de Formentera, coincidiendo con las expulsiones del país que se estaban efectuando en Ibiza, asunto que abordó de una forma equilibrada, alejada del amarillismo con el que se estaba tratando el tema en la prensa española. El fenómeno hippy de Formentera inspiraría más tarde la novela Moira estuvo aquí.
Su labor como novelista estuvo siempre alternado con la de periodista. En el campo de la literatura recibió relevantes reconocimientos. Además del Premio Alfaguara por su novela Las corrupciones en 1965, en 1976 recibió el Premio Planeta por En el día de hoy, una ucronía sobre la guerra civil española. En 1993 ganó el Premio Ateneo de Sevilla por El peregrino. 
Uno de sus trabajos más reconocidos fue la serie de entrevistas-reportaje sobre los escondidos tras la guerra civil que publicó con Manuel Leguineche con el título de Los topos en 1977, seguramente la primera muestra de la recuperación de la memoria histórica española en las voces de sus protagonistas.
Durante muchos años trabajó en RTVE. Fue subdirector de Estudio Abierto, Directísimo y 300 Millones. Fue uno de los creadores del longevo programa de literatura Encuentros con las letras, y también trabajó en La Clave. Fue corresponsal en la guerra del Golfo para el diario El Independiente.
Como periodista especializado en crónicas viajeras, publicó centenares en revistas como Geo, Tribuna, Ronda Iberia, Viajar, Manifiesto, o Interviú. También resultado de sus viajes, esta vez por España, es la publicación de la trilogía de libros Pueblos, Ciudades y Paisajes de España. Su actividad periodística ha sido reconocida en varias ocasiones, con premios internacionales, como el Pluma de Plata de Méjico instituido por el Consejo Nacional de turismo de este país, o el Mariano de Cavia en España, además de otros por sus relatos de viajes por Sudáfrica, Francia, Asturias o Galicia. Fundó la revista de viajes Los Aventureros (The Adventurers en su versión inglesa), junto a su amigo Enrique Meneses y fue fundador de la Sociedad Geográfica Española.
En 1975 se acercó al mundo del cine como coguionista de la película El asesino no está solo, protagonizada por Lola Flores.
Tuvo dos hijos, Andrés y Mario.
Obra literaria
Las corrupciones (1966), la novela con la que se dio a conocer Jesús Torbado, tuvo un gran impacto entre los de su generación. Era una novela generacional, expresión de rebeldía juvenil, comparable con novelas de la generación beat, como On the road, de Kerouac, y que introducía en España los ecos del existencialismo francés. Su éxito situó a un joven escritor de solo 22 años en primera plana de un mercado literario que, por entonces, estaba aún dominado por el  experimentalismo vanguardista. La novela introducía aires nuevos en España, sobre todo por el tema que trataba: la crisis de valores de la juventud europea, un asunto al que apenas se había prestado atención en algunos artículos de prensa y con juicios mayoritariamente peyorativos.
A partir de su aparición, la carrera de escritor de Torbado tuvo un empuje definitivo. En pocos años publicó varios cuentos, ensayos, libros de viaje y las novelas La construcción del odio (1968), una distopía política totalitaria, y Moira estuvo aquí (1971), escrita tras una estancia en la isla de Formentera escribiendo sobre los hippies.
Los viajes por Europa determinaron la escritura de La Europa de los jóvenes (1969). Pero su libro de viajes más conocido responde a un viaje interior, por el territorio de su infancia, la Tierra de Campos. Tierra mal bautizada (1968) es el relato de un viaje realizado a pie en 1966 por los pueblos de esta comarca castellana y leonesa y en él encontramos la denuncia crítica por el abandono y la despoblación de su tierra, la mirada desmitificadora y dolorida del escritor que constata la imposibilidad de regreso a una tierra en la que las glorias de antaño contrastan dramáticamente con el presente arruinado por la incuria de las administraciones públicas.
Superada la temática juvenil de sus primeras obras, en los años de la transición publica dos novelas políticas. La primera, Sobresalto español (1976) es una crónica periodística ficcionalizada de los últimos días del franquismo desde una perspectiva satírica que le valió el secuestro de la novela (aún no se había derogado la Ley de censura de 1966) y el procesamiento del autor por el Tribunal de Orden Público en julio de 1976 (caso instruido por el juez Gómez-Chaparro). Años después, en 1986, volvería a publicarse con el nombre de El fin de los días. También en 1976 publicó En el día de hoy, una ucronía histórica en la que se especulaba sobre la suerte de España en el caso de que la guerra civil hubiera sido ganada por el bando republicano. La novela fue galardonada con el premio Planeta.
En estas novelas asomaba cada vez más un humor mordaz y satírico a la hora de reflejar los grandes discursos y los valores consolidados en una sociedad que aliena a los individuos inadaptados. Esa posición desmitificadora se consolida en sus siguientes novelas de crítica social. En La ballena (1982) crea un gran cuadro esperpéntico ante la llegada de una ballena varada en algún lugar de la costa mediterránea que pone en movimiento a todos los habitantes, primero por sacarle algún beneficio, y después por liberarse de su hediondez. En época ya democrática, los abusos y lacras sociales del franquismo aún se prolongan en la sociedad. La distorsión paródica y lo grotesco aún se acentúan más en Ensayo de banda (1988), una novela colectiva de tono popular.
Las últimas novelas publicadas por Jesús Torbado corresponden a la modalidad histórica. Se alían en ellas el minucioso profesional documentalista y el novelista que consigue dotar de vida y emoción a figuras y sucesos históricos, desde la más lejana antigüedad, hasta episodios de la cercana historia de España. Yo, Pablo de Tarso (1990) es la autobiografía novelizada de San Pablo, desde su infancia en Tarso y su formación estricta en la rama de los judíos fariseos, hasta su conversión al cristianismo y los viajes de predicación que realizó. El peregrino (1993), premio Ateneo de Sevilla, transcurre en el siglo XI, durante los reinados de Fernando I y Alfonso VI de León, y constituye un complejo fresco medieval a lo largo del Camino francés de Santiago, a cuyo amparo crecen el comercio y los negocios, se construyen iglesias y se enriquecen ciudades y monasterios como el de Sahagún, sujeto a la orden de Cluny, que alcanza protagonismo relevante en la trama. Torbado construye un complejo mundo narrativo con personajes bien caracterizados donde se cruzan piadosos peregrinos con eremitas fanáticos, embaucadores, falsificadores de reliquias, mozárabes, judíos y cristianos que conviven en armonía. Por último, El imperio de arena (1998) construye, a partir del discurso monologante de la protagonista femenina, la historia de la provincia de Ifni y su capital, Sidi Ifni, en la costa de Marruecos, que fue provincia española hasta el abandono definitivo del gobierno franquista en 1969, después de una guerra silenciada por el régimen que se cobró cientos de muertos inútilmente. Es la única novela española que recupera este episodio del colonialismo español, olvidado por desconocido, y que alcanza un dramatismo trágico encarnado en la circunstancia vital de su protagonista.
Hay un indudable parentesco entre los personajes de las novelas de Jesús Torbado, pese a la variedad de asuntos que presentan, en la mirada lúcida, cordial con la ética personal de los perdedores y desclasados, y desmitificadora de los grandes gestos y discursos del modelo social colectivo.

## Obras por orden cronológico de primera edición

### Novelas
- 1966: Las corrupciones,Madrid, Alfaguara. Premio Alfaguara 1965.
- 1966: Profesor particular, Madrid, Alfaguara.
- 1968: La construcción del odio, Madrid, Alfaguara.
- 1968: Historias de amor, Barcelona, Nauta.
- 1971: Moira estuvo aquí, Barcelona, Plaza & Janés.
- 1976: Sobresalto español, Madrid, AQ. (Secuestrado por la censura y reeditado años después como El fin de los días).
- 1976: En el día de hoy, Barcelona, Planeta. Premio Planeta 1976.
- 1982: La Ballena, Barcelona, Planeta.
- 1986: El fin de los días, Barcelona, Plaza & Janés.
- 1988: Ensayo de banda, Barcelona, Don Balón.
- 1990: Yo, Pablo de Tarso, Barcelona, Planeta.
- 1993: El peregrino, Barcelona, Planeta.  Premio Ateneo de Sevilla 1993.
- 1998: El imperio de arena, Barcelona, Plaza & Janés.

### Cuentos
- 1967: El general y otras hipótesis, Madrid, AZ.
- 1991: El inspector de vírgenes y otras pérdidas, Madrid, Grupo Libro.
- 1994: Héroes apócrifos. Relatos de la historia de España, Barcelona, Planeta.

### Relatos de viajes
- 1968: Tierra mal bautizada, Barcelona, Seix Barral.
- 1969: La Europa de los jóvenes, Barcelona, Nova Terra.
- 1988: Camino de plata, Madrid, RENFE.

### Reportaje periodístico y otros
- 1971: Jóvenes a la intemperie, Barcelona, Plaza & Janés.
- 1973: Enciclopedia de la música pop, 1900-1973, Madrid, Akal.

- 1977: con Manu Leguineche Los Topos, Barcelona, Argos Vergara.
- 1994: Pueblos de España, Madrid, Tribuna de Actualidad.
- 1995: Ciudades de España, Madrid, Tribuna de Actualidad.
- 1996: Ciudades de Castilla y León, Valladolid, Ámbito.
- 1996: con VV.AA., Paisajes de España, Madrid, Tribuna de Actualidad.
- 1998: Viajeros intrépidos, Barcelona, Planeta. Antología de breves textos de viajeros de todos los tiempos.
- 2000: ¡Milagro, milagro!, Barcelona, Plaza & Janés.